# Kompromitteret
Kompromitteret (originaltitel Forgive and Forget) er en amerikansk stumfilm fra 1923 af Howard M. Mitchell.

## Medvirkende
- Estelle Taylor som Mrs. Cameron
- Pauline Garon som Virginia Clark
- Philo McCullough som Blake
- Josef Swickard som John Standing
- Wyndham Standing som Mr. Cameron
- Raymond McKee som Dick Merrill